# سیارک ۲۵۰۴۵
سیارک ۲۵۰۴۵ (به انگلیسی: 25045 Baixuefei، نامگذاری:1998QU43) بیست و پنج هزار و چهل و پنجمین سیارک کشف شده‌است که در ۱۷ اوت ۱۹۹۸ کشف شد.
قدر مطلق سیارک برابر ۹.۳ است.